# Tal vez
«Tal Vez» (рус. Возможно) — первый сингл с альбома Рики Мартина Almas del Silencio. Он был выпущен 10 февраля 2003 г. в латиноамериканских странах.

## Клип
Клип, снятый Качо Лопесом и Карлосом Пересом, вышел в марте 2003.

## Появление в чарте
«Tal Vez» стартовал на первой позиции в US Hot Latin Songs и провел одиннадцать недель на верхушке. Он также провел тринадцать недель на верхушке Latin Pop Songsи держался на первой строке в Tropical Songs одну неделю. «Tal Vez» достиг семьдесят-четвёртой строки в Billboard Hot 100, благодаря семьдесят-третьей позиции в Hot 100 Airplay.

## Награды
«Tal Vez» был номинирован в категории «Песня Года» на церемонии Latin Grammy Awards of 2003. Он выиграл в категории «Горячая Латиноамериканская Песня Года» и «Мужской Латиноамериканский Поп Радио Трек Года» на церемонии 2004 Latin Billboard Music Awards.

## Форматы и трек-листы
Latin America promotional CD single
1. «Tal Vez» (Radio Edit) — 4:06

## Чарты
| Чарт (2003)                  | Наивысшая позиция |
| ---------------------------- | ----------------- |
| US Billboard Hot 100         | 74                |
| US Billboard Hot Latin Songs | 1                 |
| US Billboard Latin Pop Songs | 1                 |
| US Billboard Tropical Songs  | 1                 |
| Finnish Top 50 Hits          | 43                |

| Чарт (2003)                  | Позиция |
| ---------------------------- | ------- |
| US Billboard Hot Latin Songs | 1       |
| US Billboard Latin Pop Songs | 1       |
| US Billboard Tropical Songs  | 21      |